# Normaalspoor

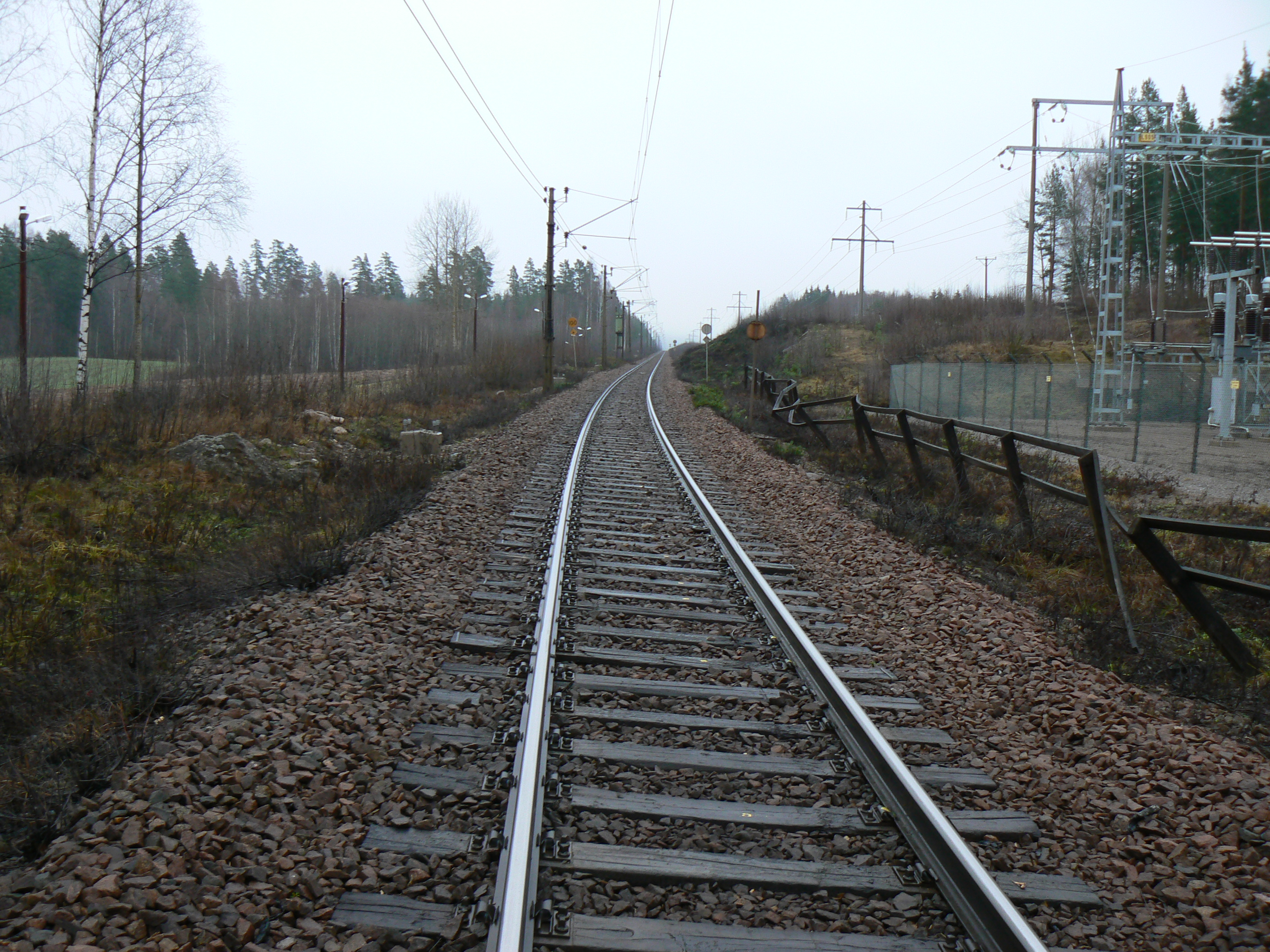
Een stuk normaalspoor

Normaalspoor wereldwijd

Met normaalspoor bedoelt men spoor- en tramwegen met een spoorwijdte van nominaal 1435 millimeter, oorspronkelijk 4 Engelse voet en 8½ Engelse duim. Dit is wereldwijd de meest voorkomende spoorwijdte. Deze spoorwijdte gaat terug tot houten sporen die in de Engelse mijnbouw werden gebruikt om de wagens te geleiden. George Stephenson gebruikte dezelfde spoorwijdte toen hij in 1825 de Stockton and Darlington Railway opende. Sindsdien is deze spoorwijdte uitgegroeid tot een soort standaard voor spoorwegen, eerst in Engeland, later ook elders in Europa, waar eerst nog verschillende maten breedspoor zijn gebruikt. In enkele landen, waaronder in Spanje, Portugal en de voormalige Sovjet-Unie wordt in 2020 nog steeds breedspoor gebruikt.

## Normaalspoor in België en Nederland
In België bestaan naast normaalsporige ook smalsporige tramlijnen (op meterspoor). In Nederland bestaan (afgezien van enkele museumlijnen op smalspoor) alleen nog maar normaalsporige spoor-, metro- en tramlijnen.

## Toleranties
Bij aanleg van nieuwe lijnen wordt gebruikgemaakt van de betonnen dwarsligger type M41 (vroeger ook M31, B41 en B31) met een standaardspoorwijdte van 1437 mm. Dit is dus 2 mm meer dan de standaardspoorwijdte voor normaalspoor van 1435 mm. Op het treinverkeer heeft dit door het geringe verschil geen enkele invloed, want door slijtage is een spoor zelden exact 1435 mm wijd. Ook wordt er in bogen met kleine straal spoorverwijding toegepast om de slijtage van de rail in de buitenbocht terug te dringen en de krachten die erop uitgeoefend worden te beperken. Deze zouden anders een kanteling van de rail kunnen veroorzaken. Bij het Nederlandse ProRail moet de wijdte tussen 1430 en 1450 mm liggen. Het Belgische Infrabel hanteert andere normen.
Lijst van spoorwijdten